# فاضل علي
فاضل جمال علي هو أديب فلسطيني، ولد في قرية البقيعة الجليلية عام 1953، بعد إنهاء المرحلة الثّانويّة في مدينة النّاصرة انتسب لمعهد العلوم التّطبيقيّة التخنيون في حيفا، تميّز بكتاباته الأدبيّة للأطفال، خصوصًا في مجال الشّعر.
تجربته الشّعريّة ازدادت قوّة وإدراكًا بسبب خلفيّته المهنيّة في مجال العمل الاجتماعيّ، فمن مؤلّفاته على سبيل المثال «خدّي كالورد» في مجال أدب الأطفال العلاجيّ، إذ يعتبر هذا الكتاب مرجعًا  للعاملين الاجتماعيّين والنفسانيّين في إطار عملهم المدرسيّ، وكذلك المعلّمين المربّين وينصح به وبغيره من الكتب التي ألّفها من أجل إنجاح العمل التربويّ في مجال العلاج عن طريق القصّة.
وهو من الشّعراء الذين حازوا على وسام أندرسن من اتّحاد أدب الأطفال العالميّ في هولندا عام 1996.
صدرت له أيضًا (2006) عن مؤسسة الأسوار – مركز ثقافة الطّفل- مجموعتان شعريّتان بعنوان: «على طبيعتي أنا»، وأخرى بعنوان «إنسان».
تأتي هذه الإصدارات الحديثة لتنضمّ لإصدارات الشّاعر الأخرى وأهمها وأولها «زنودكم رايات» و «عاشق الأرض والمطر»  ثم تلاها ما يلي: كتاب لي الدنيا، كتاب أغاني الشعر وكتاب الأميرة ليماس.

## مؤلفاته[3]
- عاشق الأرض والمطر، 1978.
- خدي كالورد: مجموعة شعرية للاطفال، 1995.
- مشاعر طفل، 2011.
- غِربال (حزازير شعرية للأطفال)، 2018.

## ترجماته[4]
- ماذا نفعل حين نغضب ونزعل؟ اعداد: شولا مودان، 2004.
- دبدوب كيف الحال؟ النص الأصلي بالإنجليزية: فيليبه بوسطن. الترجمة إلى العربية من اللغة الإنجليزية: جلال حسن، فاضل علي، 2017.